# چیپ و دیل (فیلم)
چیپ و دیل یک پویانمایی کوتاه محصول ۱۹۴۷ است که توسط والت دیزنی پروداکشنز در تکنی کالر ساخته شده و توسط آر.ک.ئو به سینماها عرضه شده‌است. این فیلم اولین برخورد دونالد داک با دو سنجاب چیپ اند دیل را به تصویر می‌کشد، زمانی که او ناخودآگاه درخت آنها را برای هیزم قطع می‌کند. عنوان فیلم اولین حضور نام دو شخصیت سنجاب کوهی است که قبلاً بدون نام در پلوتوی خصوصی (۱۹۴۳) و حقوق تصرف گر (۱۹۴۶) ظاهر شده بودند. هم‌چنین در فیلم چیپ و دیل برای اولین بار است که چیپ و دیل هم از نظر فیزیکی و هم از نظر شخصیتی از یکدیگر قابل تشخیص هستند.
چیپ و دیل توسط جک هانا کارگردانی شد و موسیقی این فیلم توسط اولیور والاس ساخته شد. صداپیشگان این فیلم عبارتند از کلارنس نش در نقش دونالد و جیمی مک دونالد و دسی فلین در نقش چیپ و دیل.

## رسانه خانگی
این پویانمایی کوتاه در ۱۱ دسامبر ۲۰۰۷ در گنجینه‌های والت دیزنی منتشر شد.

## یادداشت
1. ↑  Chip an' Dale at the بانک اطلاعات اینترنتی فیلم‌ها
2. ↑  "The Chronological Donald Volume 3 DVD Review". DVD Dizzy. Retrieved 13 February 2021.